# Inquirições gerais
As inquirições gerais foram um procedimento administrativo empregado nos primeiros tempos da monarquia portuguesa.
Algumas terras gozavam de privilégios e isenções de tributos à Coroa, como as "honras" cuja instituição apenas poderia ser feita por Carta Régia, e assinaladas por padrões ou marcos, erguidos por sua autoridade. Tendo em vista que os primeiros reis passaram a alienar, com frequência a favor de nobres e de mosteiros, muitas das terras e rendimentos devidos à Coroa, Afonso II de Portugal, em defesa do seu património que via assim diminuído, iniciou as chamadas "confirmações" e as "inquirições gerais". As primeiras significavam que quaisquer doações feitas por seus antecessores, deveriam ser aprovadas pelo novo rei; as segundas consistiam em verificar "in loco" quais as terras da Coroa que se encontravam na posse indevida do Clero e da Nobreza. As primeiras inquirições gerais foram realizadas em 1220.
Sob o reinado de Afonso III de Portugal foram empreendidas novas inquirições (1258), e delas resultou uma valiosa compilação de informações, indispensável para estudar a história portuguesa medieval. Estas já representaram uma tentativa de afirmação do poder real e trouxeram ao rei conflitos com o clero que foram agudizados pela sua relação com D. Beatriz quando ainda se encontrava casado com Matilde II de Bolonha.
As inquirições começadas em 1258 deram origem a grandes contendas. Denunciando-se usurpação do património régio, D. Afonso opôs-se com grandes providências. Com os seus interesses agravados, os bispos interditaram o reino e dirigiram-se quase todos à Cúria Romana que estava, então, em Viterbo. Em 1267 foi apresentado, ao Papa Clemente IV, um grande memorial. Entretanto este pontífice morreu sem resolver o conflito. Em 1275, o seu sucessor, Gregório X, expediu a bula De regno Portugaliae, em que ordenava a D. Afonso III a reparação de todos os danos, sob pena de excomunhão, interdito e deposição.

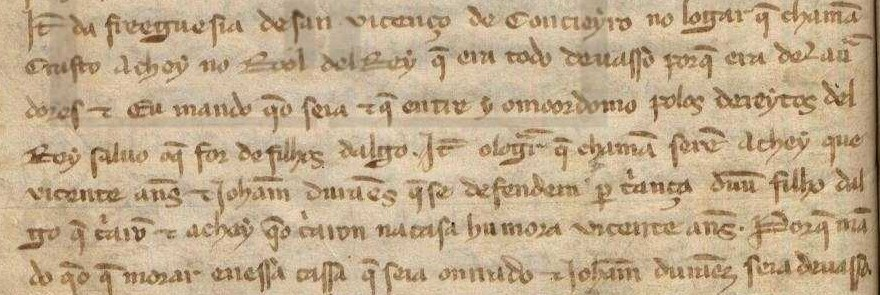
Inquirição de D. Dinis, da freguesia de Ponte são Vicente (Vila Verde) (1288), com um caso de abuso do privilégio de amádigo.
Também da freguesia de São Vicente de Coucieiro, no lugar que chamam Crasto, achei no rol del Rei que era todo devasso, porque era de lavradores. Eu mando que o será, e que, e entre o mordomo, pelos direitos del Rei, salvo o que for de fidalgos.
Também no lugar que chamam Serem, achei que Vicente Eanes e João Durães que se defendem por cousa dum fidalgo que criaram, e achei que o criaram na casa onde morra Vicente Eanes. Porque mando, que o que morar nessa casa é que será honrado, a de João Durães será devassa.

Sob o reinado de Dinis de Portugal, tornam-se uma forma de exercício do seu poder. Onde procurava não só reconhecer o seu património, mas mais importante do que isso, identificar os casos em que eram praticados abusos. Do seu reinado são conhecidas as inquirições de 1284, de 1288, de 1301, de 1303-1304 e de 1307-1311.
Para completar, as inquirições de 1343, que foram promovidas por D. Afonso IV.
Este foi um recurso imprescindível para a consolidação do poder régio.